# Azor (film)
Pour la ville en Israël, voir Azor.
Pour plus de détails, voir Fiche technique et Distribution.
Azor est un film dramatique suisse, argentin et français réalisé par Andreas Fontana, sorti en 2021.

## Fiche technique
- Titre original : Azor
- Réalisation : Andreas Fontana
- Scénario : Andreas Fontana et Mariano Llinás
- Musique : Paul Courletí
- Décors :
- Costumes : Simón Martínez
- Photographie : Gabriel Sandru
- Montage : Nicolas Desmaison
- Production : David Epiney et Eugenia Mumenthaler
  - Coproducteur : Violeta Bava, Nicolas Brevière et Rosa Martínez Rivero
  - Assistant producteur : Carolina Da Costa
- Sociétés de production : Local Films, RTS, Alina Film et Ruda Cine
- Société de distribution : Be For Films et Next Film Distribution
- Pays de production :  Suisse,  Argentine et  France
- Langue originale : français, espagnol et anglais
- Format : couleur — 2,35:1
- Genre : Drame
- Durée : 100 minutes
- Dates de sortie :
  - Russie : 25 avril 2021 (Moscou)
  - Belgique : 8 septembre 2021 (Bruxelles)
  - Suisse : 26 septembre 2021 (Zurich)
  - Canada : 25 octobre 2021 (Vancouver)
  - France :
    - 17 mars 2022 (Villeurbanne)
    - 12 octobre 2022 (en salles)

  - Argentine : 24 mars 2022

## Distribution
- Fabrizio Rongione : Yvan de Wiel
- Stéphanie Cléau : Inès de Wiel
- Carmen Iriondo : Mme Lacrosteguy
- Jean Trenchant : Augusto Padel-Camon
- Pablo Torre Nilsson : l'évêque Tatosky
- Juan Pablo Geretto
- Alexandre Trocki : Frydmer
- Elli Medeiros : Magdalena Padel-Camon et Alicia Domeq
- Gilles Privat : Decôme
- Yvain Juillard